# Raccordo San Giovanni Valdarno-Bricchette
Il raccordo ferroviario San Giovanni Valdarno-Bricchette, di proprietà Enel e noto anche come raccordo della centrale di Santa Barbara, dal 1955 collega la ferrovia Firenze-Roma alla Centrale termoelettrica Santa Barbara. Attualmente funge da raccordo tra la rete ferroviaria nazionale e il terminal di Bricchette, nei pressi del quale si trova l'abitato di Santa Barbara, località sita nel Comune di Cavriglia. 
 Non svolge servizio viaggiatori.

## Storia
Nel 1873 viene decisa la costruzione di una ferrovia privata, con trazione a cavalli fino al 1875 e poi a vapore, per raccordare le miniere di Castelnuovo dei Sabbioni con la stazione di San Giovanni Valdarno e la linea Firenze-Roma. Fino ad allora la lignite, scavata nei bacini del Comune di Cavriglia, veniva trasportata in vario modo proprio presso la stazione ferroviaria sangiovannese.
Il 20 dicembre del 1910 le Ferrovie dello Stato si accordarono con la Società delle Miniere Lignitifere Riunite per mantenere nella stazione di San Giovanni Valdarno un binario di raccordo per il carico e scarico della lignite. I treni iniziarono presto a trasportare anche operai e i minatori e alcune carrozze della Tranvia Valdarnese, che entrò in funzione nel 1914, vennero attaccate ai treni merci.
Il raccordo prende le sembianze dell'infrastruttura attuale nel 1955, contestualmente all'apertura della nuova centrale sfruttando la già nota infrastruttura ferroviaria tra Castelnuovo e San Giovanni. Infatti, con la costruzione della centrale termoelettrica Santa Barbara, il capolinea fu collocato presso gli spazi della stessa mentre in precedenza il tracciato ferroviario proseguiva direttamente fino all'area mineraria.
Nei decenni successivi, contestualmente alla riorganizzazione delle esigenze della centrale, il traffico merci ha cominciato a diminuire costantemente e dal 1994, a seguito della cessazione dell'estrazione della lignite, ha assunto natura sporadica fino ad azzerarsi.

### Anni duemila
Negli anni duemila, tra Enel e Ferrovie dello Stato vengono firmati una serie di accordi per permettere l'utilizzo del raccordo ferroviario da parte di quest'ultimi per ripristinare la miniera esaurita. Il progetto esecutivo del nodo di Firenze ha definito che, a seguito dell’accordo procedimentale con il Ministero dell’Ambiente, il materiale proveniente dai lavori del passante ferroviario AV di Firenze sia messo a dimora presso l’area dell'ex miniera della centrale ENEL di Santa Barbara, utilizzando quindi il raccordo ferroviario esistente.  In tal senso, il 29 dicembre 2020, viene firmata la convenzione tra RFI ed Enel.

## Caratteristiche

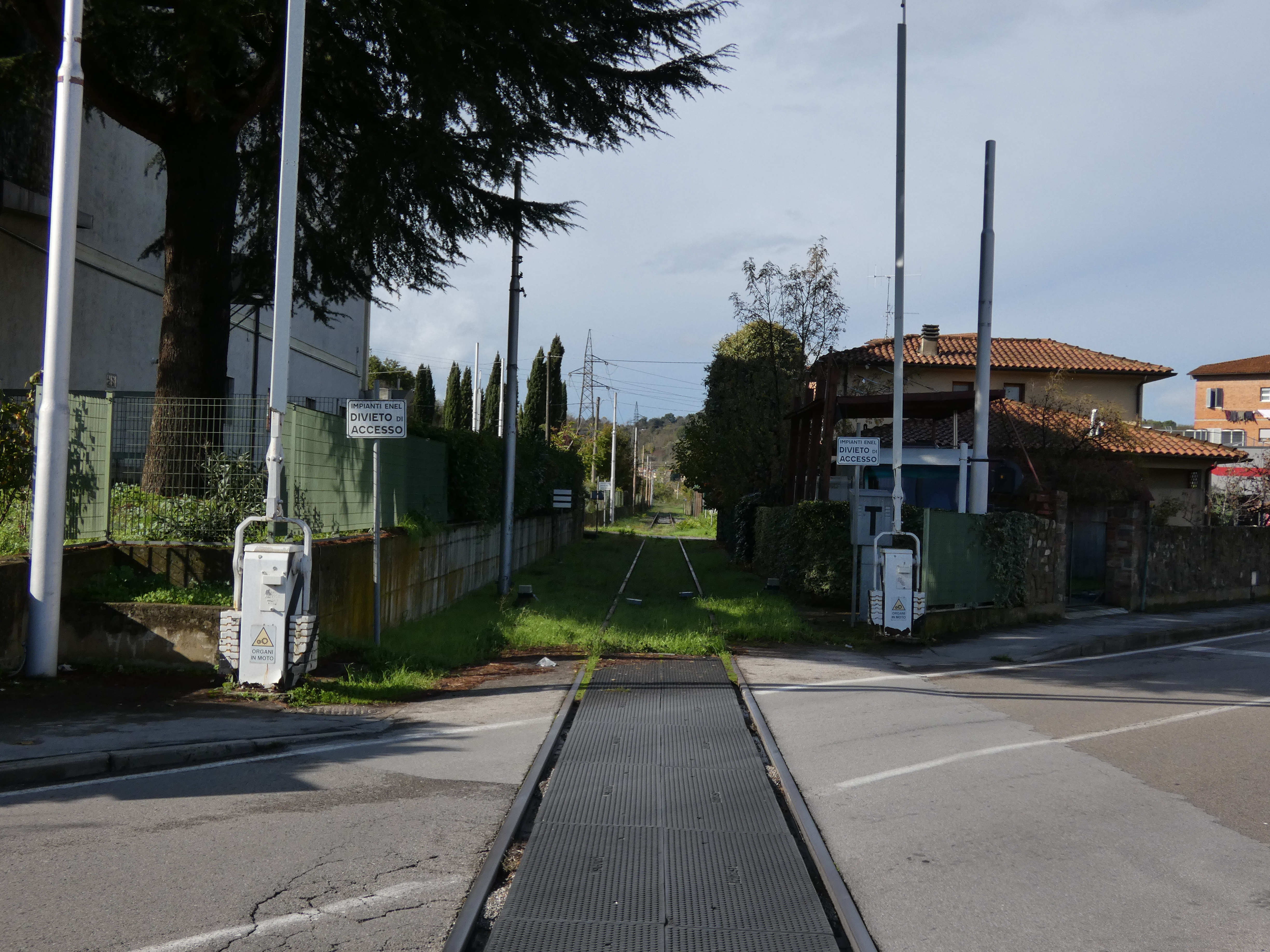
Il raccordo ferroviario con Santa Barbara nel 2019

Il raccordo ferroviario, lungo 4,3 km, si sviluppa tramite un binario unico tra lo scalo di San Giovanni Valdarno e lo spazio antistante la centrale termoelettrica.
In virtù delle nuove necessità di RFI è stata realizzata, in ambito dell’area di Bricchette, una serie di piazzole per il deposito temporaneo delle materie di scavo per la caratterizzazione delle terre degli scavi. Assieme alle opere complementari e alla revisione del binario di collegamento, sono stati automatizzati anche 5 passaggi a livello lungo la linea ferroviaria.

## Traffico
Dopo una lunga sospensione, prima della quale il raccordo era stato utilizzato solo per il transito a carattere occasionale dei convogli di olio combustibile necessari per l'approvvigionamento della centrale termoelettrica di Santa Barbara, dall'8 giugno 2021 è stato riattivato il traffico merci per il terminale delle Bricchette prevedendo tra uno e due convogli giornalieri necessari a trasportare le terre destinate alla realizzazione di una collina-schermo che riqualificherà l’ex area mineraria di Santa Barbara.
Nello specifico i treni carichi delle terre di scavo o di smarino provenienti da Firenze Rifredi o da Campo di Marte percorrono la linea lenta Firenze–Roma fino a San Giovanni Valdarno e viceversa determinando nella stazione di S. Giovanni una funzione di “stazione porta” per arrivi e partenze da e per Firenze ed anche con funzione di sosta per cambio trazione oltre che per terminal di partenze dei convogli in manovra San Giovanni Valdarno – Bricchette.